# Regiunile de dezvoltare ale Republicii Moldova

Cele 6 regiuni de dezvoltare

Regiune de dezvoltare este unitate teritorială funcțională ce reprezintă cadrul de planificare, evaluare și implementare a politicii de dezvoltare regională. Regiunile de dezvoltare nu sunt unități administrativ-teritoriale și nu au personalitate juridică. 
Obiectivele principale ale creării Regiunilor de dezvoltare sunt: 

a) obținerea unei dezvoltări social-economice echilibrate și durabile pe întreg teritoriul Republicii Moldova; 

b) reducerea dezechilibrelor nivelurilor de dezvoltare social-economică dintre regiuni și din interiorul lor; 

c) consolidarea oportunităților financiare, instituționale și umane pentru dezvoltarea social-economică a regiunilor; 

d) susținerea activității autorităților administrației publice locale și a colectivităților locale orientate spre dezvoltarea social-economică a localităților și coordonarea interacțiunii lor cu strategiile și programele naționale, de sector și regionale de dezvoltare. 

## Regiunile de dezvoltare
- Regiunea de dezvoltare Nord (reședința: Bălți) - municipiul Bălți, raioanele Briceni, Dondușeni, Drochia, Edineț, Fălești, Florești, Glodeni, Ocnița, Rîșcani, Sîngerei, Soroca.
- Regiunea de dezvoltare Centru (reședința: Ialoveni) - raioanele Anenii Noi, Călărași, Criuleni, Dubăsari, Hîncești, Ialoveni, Nisporeni, Orhei, Rezina, Strășeni, Șoldănești, Telenești, Ungheni.
- Regiunea de dezvoltare Sud (reședința: Cimișlia) - raioanele Basarabeasca, Cahul, Cantemir, Căușeni, Cimișlia, Leova, Ștefan Vodă, Taraclia.
- Găgăuzia – Unitatea Teritorială Autonomă Găgăuzia
- Municipiul Chișinău – Municipiul Chișinău
- Transnistria – Transnistria